# Legia Polsko-Włoska
Legia Polsko-Włoska – polska jednostka sformowana na mocy dekretu Napoleona z 5 kwietnia 1807
Tworzona była na mocy dekretu cesarskiego z Brzezia we Wrocławiu (sztab), Nysie, Prudniku, Głogówku (trzy pułki piechoty) oraz Korfantowie i Białej (jeden pułk lansjerów) z powracających z Włoch oddziałów polskich, które wzmocniono 6600 rekrutami z Wielkopolski. Miała liczyć 8200 żołnierzy piechoty oraz 1200 żołnierzy kawalerii. Pierwszym dowódcą Legii został generał Józef Joachim Grabiński
Większość jej rekrutów stanowili chłopi, dezerterzy z armii pruskiej; oficerowie wywodzili się z drobnej szlachty. Służyło w niej także trochę Niemców z terenów dawnego zaboru pruskiego (Wielkopolska), włączonego później do Księstwa Warszawskiego (np. ppor. Henryk Brandt z 2 pułku Legii, późniejszy generał pruski, czy lekarz Fryderyk Gulitz, który pozostał w armii Królestwa Polskiego i dosłużył się najwyższych polskich odznaczeń wojskowych). Innym znanym oficerem Legionowym był Józef Chłopicki dowódca 1 Pułku tej Legii a późniejszy dyktator powstania listopadowego
Jesienią 1807 formacja liczyła już 6 tys. żołnierzy. Choć legioniści domagali się włączenia ich jednostki w skład wojsk Księstwa Warszawskiego, Napoleon wysłał Legię, by wspomogła jego brata Hieronima w Westfalii. Z tego powodu od 11 listopada 1807 Legia pozostawała w służbie królestwa Westfalii. Jednak już 20 marca 1808 przeszła na żołd francuski, 31 marca 1808 przemianowana została na 1 Legię Nadwiślańską a gen. Józef Joachim Grabiński zrezygnował z dowództwa.

## Mundur Legii
Wiosną 1807 roku pułk ułanów otrzymał nowe „mundury, lederwerki, broń, osiodłanie i okiełznanie”. Jednocześnie nowo utworzona kompania wyborcza założyła bermyce z żółtymi flamami i czerwonymi kitami. Żołnierze kompanii centralnych nosili granatowe czapki z białymi taśmami, z otokiem z białego, krótko strzyżonego baranka, kokardą francuską oraz czerwoną kitą zakończoną białym szczytem. Wszyscy żołnierze zakładali kurtki, kamizelki i spodnie granatowe z żółtymi kołnierzami i żółtymi wypustkami na wyłogach, kamizelce i spodniach. Guziki, epolety, akselbanty oraz pasy były białe.
Wiosną 1808 roku wprowadzono kurtki z pełnymi żółtymi wyłogami i blachy na czapki w kształcie półsłońca. Formowane trzy pułki piechoty otrzymały mundury granatowe z żółtymi wyłogami, kołnierzem, mankietami i połami. Pod mundur wkładano biały lejbik. Żołnierze nosili czapki granatowe z czarnym skórzanym otokiem i daszkiem, ozdobione francuską kokardą i kitami. Dla oficerów przewidziano kapelusze i ryngrafy. Na tym zamyka się historia munduru polskich formacji powstałych i walczących we Włoszech.

## Współcześnie
Współcześnie oddział Legii Polsko-Włoskiej odtwarzają trzy stowarzyszenia które na polach bitew napoleońskiej epoki współpracują ze sobą tworząc jeden oddział rekonstruktorów historycznych. W skład stowarzyszeń tworzących oddział wchodzą Grenadierzy Legii Polsko Włoskiej -TPF Nysa, Stowarzyszenie Legii Polsko-Włoskiej z Kędzierzyna-Koźla oraz Towarzystwo Kościuszkowskie w Połańcu odtwarzające na co dzień kosynierów i posiadające sekcję legionistów.